# Son Dureta
|  | Aquest article tracta sobre el barri. Vegeu-ne altres significats a «Hospital Son Dureta». |

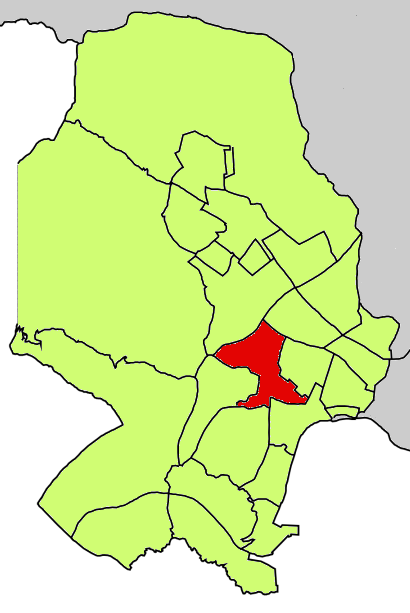
Localització de Son Dureta respecte del Districte de Ponent.

Son Dureta és un dels barris dels afores de la ciutat de Palma, localitzat al districte de Ponent. Abans es caracteritzava per ser un dels barris amb més trànsit de la ciutat, ja que allà s'hi troba l'hospital de referència de les illes Balears. Però quan aquest hospital va ser reemplaçat pel nou Hospital de Son Espases, el barri va passar a ser molt més tranquil.
Son Dureta limita amb els barris de Son Rapinya, Son Dameto, Son Espanyolet, Son Armadams, Bellver i Sa Teulera.

## Història
A 1950 es plantejà la construcció d'un hospital a l'illa de Mallorca. El lloc escollit per construir el centre mèdic va ser una finca a l'oest de la ciutat, anomenada Son Dureta. Amb la construcció de la Ma-20 (Ronda de circumval·lació de Palma) al final de la dècada de 1980, es començaren a edificar diverses zones residencials properes al centre mèdic com Sa Teulera o, més recentment, un centre comercial amb més de dos cents botigues. L'antic hospital, tancat el 2010 serà parcialment enderrocat i transformat en centre de cures per a persones amb malalties cròniques i residència per a gent gran.

## Transport públic
Es pot arribar amb les següents línies de l'EMT de Palma:
- Línia 5: Es Rafal Nou-Son Dureta
- Línia 29: Ronda Urbana (Actualment Circular Son Espases)
- Línia 46: Gènova-Sant Agustí